# Portugalete
Portugalete ist eine Stadt im spanischen Baskenland (Provinz Bizkaia). Sie hat 44.766 Einwohner (Stand: 2024) auf einer Stadtfläche von 3 km².
Portugalete liegt nordwestlich der Provinzhauptstadt Bilbao an der Ría de Bilbao, der für Seeschiffe befahrbaren Mündung des Flusses Nervión in den Golf von Biskaya, und gehört zum Kreis (span. Comarca, bask. Eskualdea) Groß-Bilbao und zum Ballungsraum Bilbao.
1525 brach der Seefahrer Juan Sebastián Elcano von Portugalete zu seiner letzten Seereise auf, bei der er starb. Portugalete ist über die älteste Schwebefähre der Welt, die 1893 von Alberto de Palacio y Elissague erbaute Puente de Vizcaya, mit dem gegenüberliegenden Stadtteil Las Arenas von Getxo verbunden. Seit 2006 zählt die Fähre zum Weltkulturerbe der UNESCO.

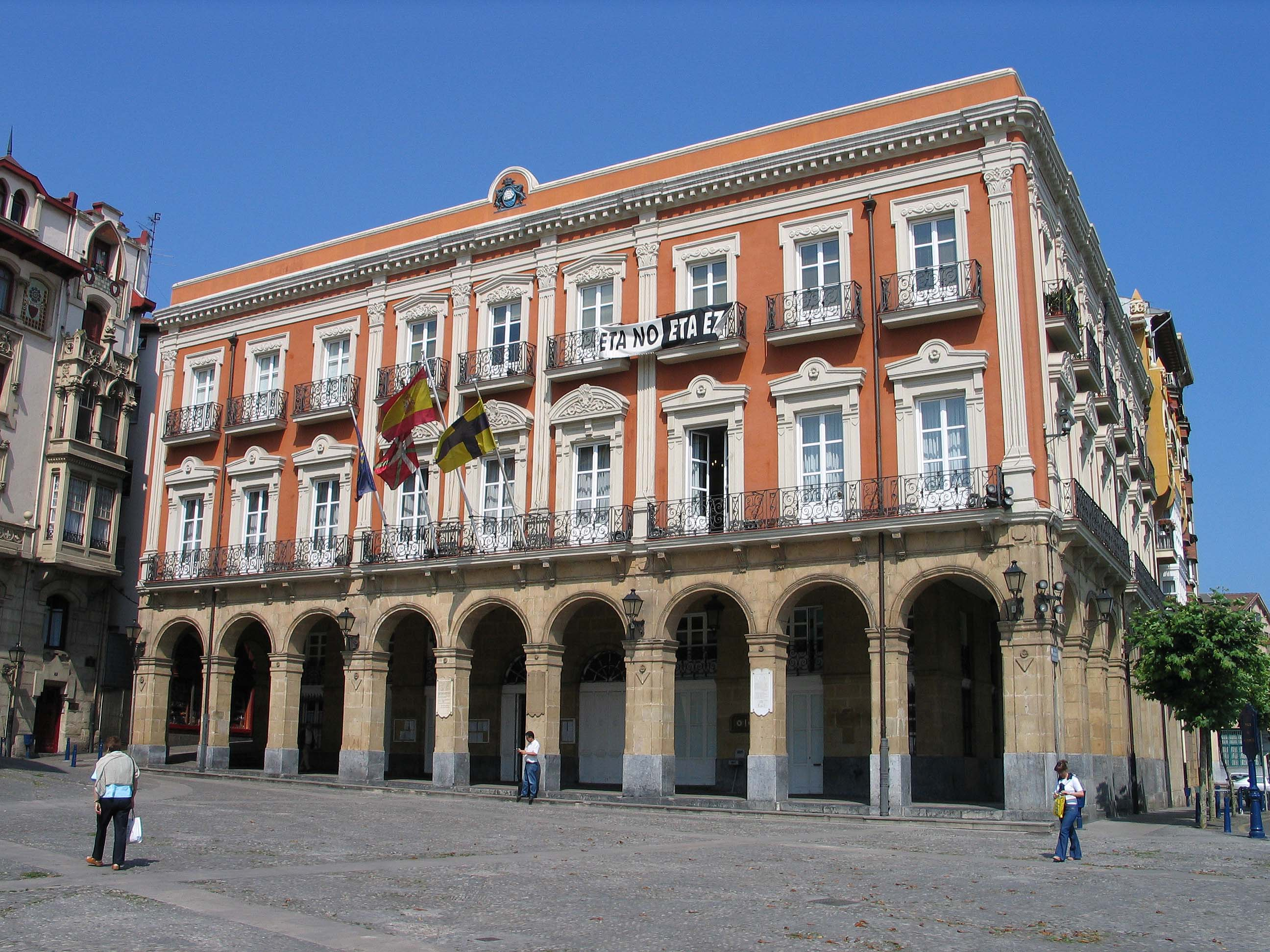
Rathaus von Portugalete
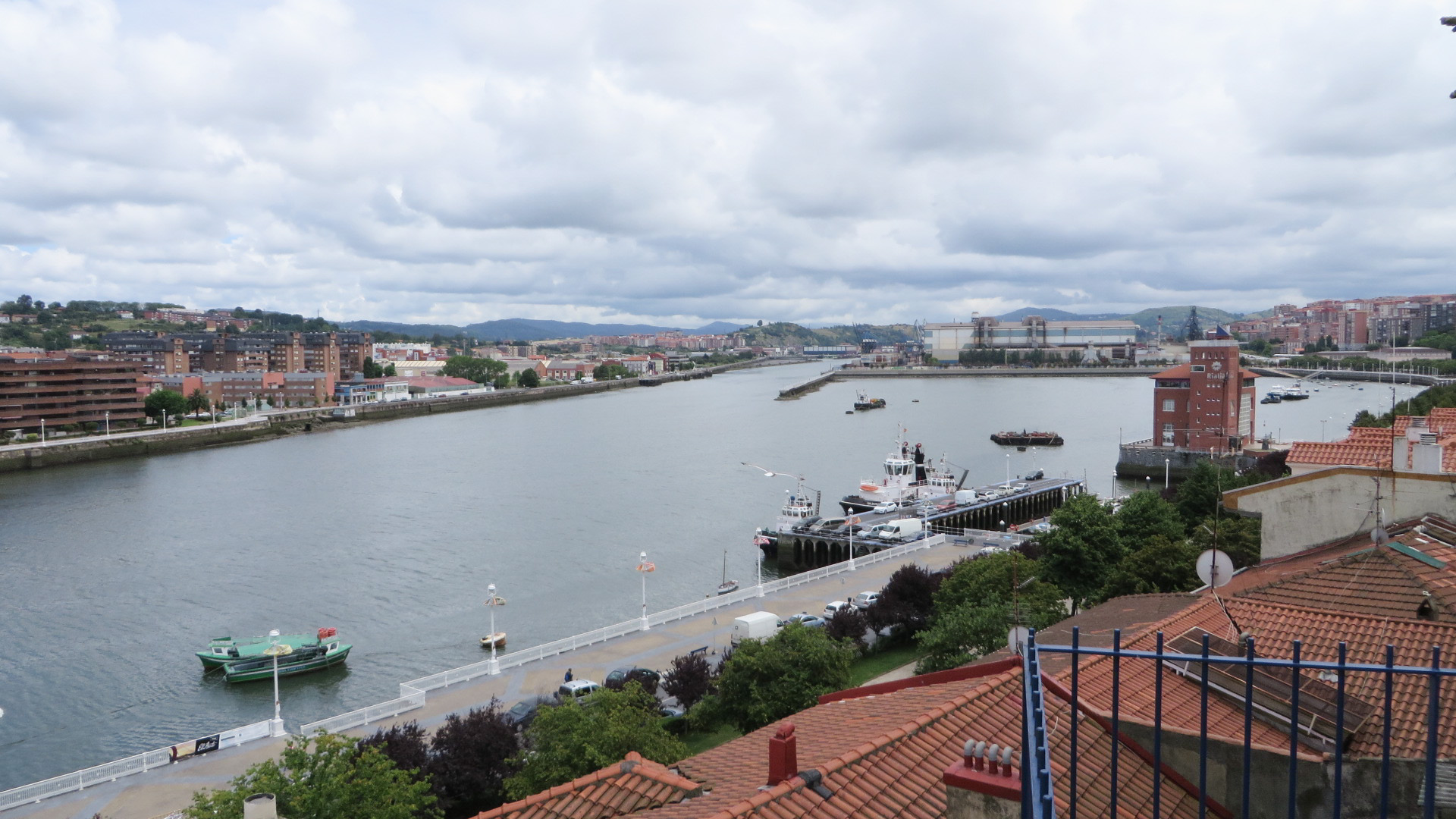
Sicht von Portugalete auf Fluss Nervión.
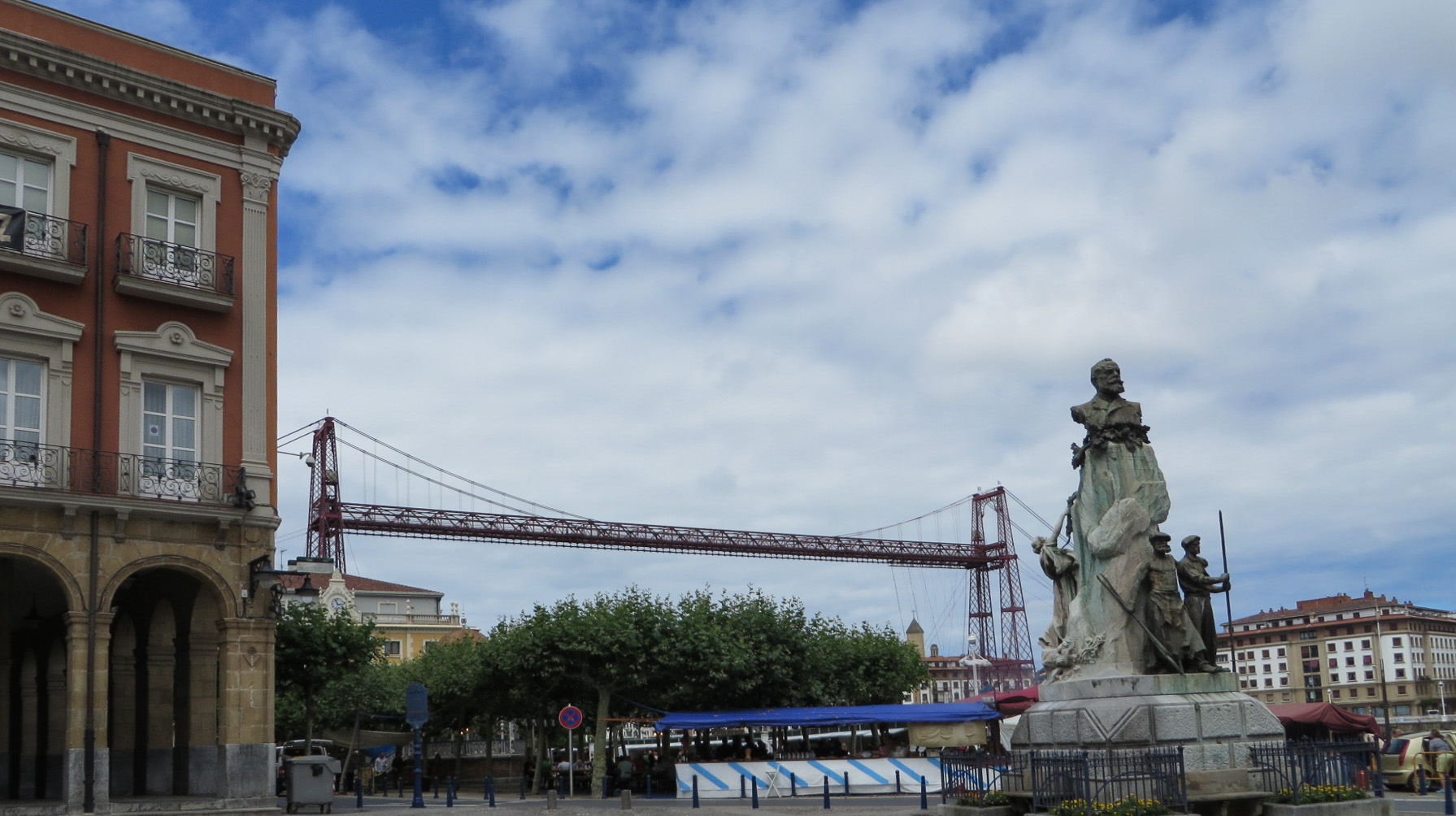
Vordergrund Skulptur, Hintergrund Brücke mit Schwebefähre über Fluss Nervión.

## Persönlichkeiten
- José María Ortiz de Mendíbil (1926–2015), Fußballschiedsrichter
- Julen Guerrero (* 1974), Fußballprofi
- Leire Iglesias (* 1978), Judoka